# Kłonówek (Mazovie)
Pour les articles homonymes, voir Kłonówek.
Kłonówek (prononciation : [kwɔˈnuvɛk]) est un village polonais de la gmina de Gózd dans le powiat de Radom de la voïvodie de Mazovie dans le centre-est de la Pologne.
Il se situe à environ 8 kilomètres au sud-ouest de Gózd (siège de la gmina), 14 kilomètres au sud-est de Radom (siège du powiat) et à 100 kilomètres au sud de Varsovie (capitale de la Pologne).

## Histoire
De 1975 à 1998, le village appartenait administrativement à la voïvodie de Radom.